# Cap Saran
Cap Saran est un centre commercial français situé à Saran dans le département du Loiret, au nord de la métropole orléanaise.

## Présentation

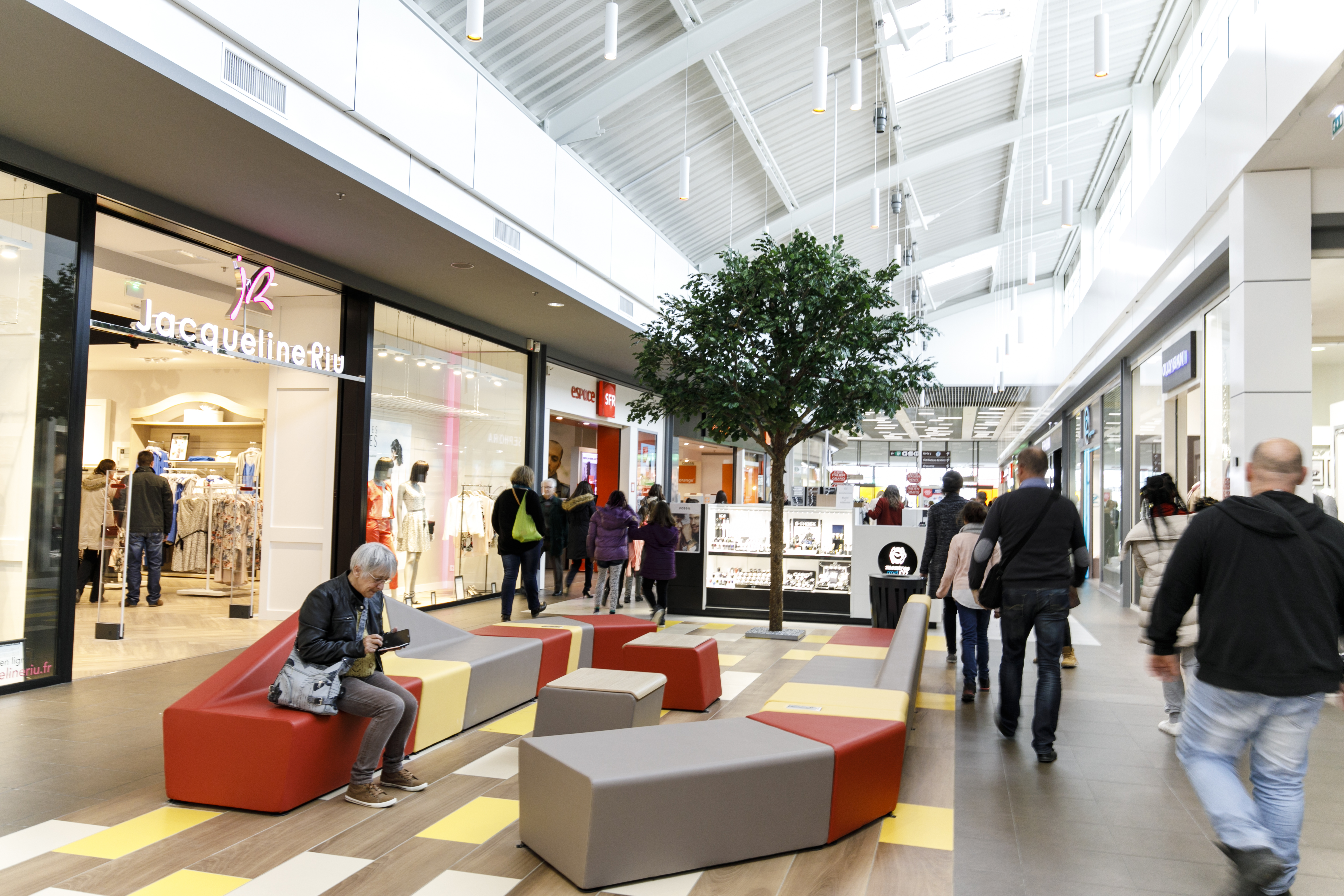
Intérieur de la galerie marchande

Ouvert le 18 avril 1971, il a bénéficié d'une restructuration importante en 2007.
En 2017, un projet d'agrandissement et modernisation est lancé, avec l’ouverture prévue d’un retail-park.
En avril 2018, le retail-park a été inauguré avec l'ouverture de 30 nouveaux magasins.
Le site accueille 85 magasins avec un hypermarché.

## Accès
Le centre commercial est situé le long de la route nationale 20 et est desservi par la ligne 1 du réseau TAO grâce à trois arrêts : Frères Lumière ; Cap Saran et Le Parc.

### Références

Plan du centre commercial avant 2018

### Plans et vues satellites
- 47° 57′ 37″ N, 1° 53′ 10″ E - Plans et vues satellites de Cap Saran